# 鸟夷
鳥夷，《偽古文尚書》稱為島夷，為东夷之一，居住在黃河流域下游與淮河流域至長江流域下游一帶，相傳在夏朝之前就已經形成獨立國家，向夏朝進貢。

## 概論
鳥夷記載最早見於《尚書》〈禹貢〉，他們居住在黃河流域下游的冀州，以至於淮河流域下游的揚州，在夏朝時，向夏朝進貢。在鳥夷之外，還有稱為長夷的民族。
顏師古認為，鳥夷為居住在東北方的夷人，居住在海邊，以捕抓鳥獸為生；一說，其服裝外形類似於鳥，故稱鳥夷。
清胡渭在《禹貢錐指》中認為，鳥夷為東方夷人，為日本、韓國的先祖。

## 現代研究
中華民國學者顧頡剛認為，鳥夷居住在商人的東邊，是以鳥為圖騰的民族，其下分支出鳳鳥氏、玄鳥氏和爽鳩氏等。鳥夷為黑陶文化的創造者。
北韓金日成大學教授李趾麟在《古朝鮮研究》一書中主張，鳥夷為居住在黃海沿岸至朝鮮半島一帶的古民族，為大汶口文化與龍山文化的創造者。鳥夷與濊貊族融合後，成為朝鮮族與肅慎的先祖。
中華人民共和國學者苗威、王文厚、朴文英等人認為，島夷即是嵎夷、良夷與明夷，為居住在朝鮮半島漢朝樂浪郡的土著民族。
中華人民共和國學學者杜金鵬，根據良渚文化出土的鳥圖騰文物，認為鳥夷即是創造良渚文化的民族。